# E014 (trasa europejska)
E014 – trasa europejska łącznikowa (kategorii B), biegnąca przez Kazachstan. Długość trasy wynosi 190 km. Przebieg E014: Uşaral - Dostyq